# Tosaint Ricketts
Tosaint Antony Ricketts (Edmonton, 6 agosto 1987) è un ex calciatore canadese, di ruolo attaccante.

## Carriera

### Nazionale
Ha partecipato ai Mondiali Under-20 del 2007 ed a 4 edizioni della CONCACAF Gold Cup.

## Dopo il ritiro
Dopo essersi ritirato a fine gennaio 2023, Ricketts rimane ai 'Caps in qualità di collaboratore.
Il 12 dicembre dello stesso anno viene ingaggiato dal club canadese come atleta ufficiale nel campionato eMLS, divenendo il primo ex calciatore della Major League Soccer a competere nel torneo virtuale.

## Palmarès

### Club

#### Competizioni nazionali
- Canadian Championship: 3

Toronto: 2017, 2018
Vancouver Whitecaps: 2022
- MLS Supporters' Shield: 1

Toronto: 2017
- Campionato MLS: 1

Toronto: 2017
- Supercoppa di Lituania: 1

Suduva: 2019